# Rached Limam
Rached Limam (arabe : رشاد الإمام), né le 29 décembre 1932 à Menzel Bouzelfa et mort le 23 février 2007, est un historien tunisien.

## Biographie
Il étudie la psychologie et la sociologie à la faculté des arts de l'université Ain Shams au Caire en 1958 et obtient un bachelor en histoire de la faculté des arts de l'université libanaise en 1961. Il obtient enfin une maîtrise en histoire islamique en 1966 et un doctorat en histoire islamique en 1971, sous la direction de Constantin Zureik, tous deux à l'université américaine de Beyrouth.
Il publie différents travaux, notamment sur Hammouda Pacha et la ville de Jérusalem. Il enseigne entre autres à l'université de Tunis de 1972 à 1996 et travaille aux archives nationales de Tunisie. Tous ses travaux sont réalisés en arabe.

## Publications
- (ar) مدينة القدس في العصر الوسيط 1253-1516 [« La ville de Jérusalem au Moyen Âge, 1253-1516 »], Tunis, Maison tunisienne de l'édition,‎ 1976, 292 p. (OCLC 9478701).
- (ar) سياسة حمودة باشا في تونس، 1782-1814 [« La politique de Hammouda Pacha en Tunisie, 1782-1814 »], Tunis, Université de Tunis,‎ 1980, 494 p. (OCLC 17030189).
- (ar) سيرة مصطفى بن إسماعيل [« Biographie de Mustapha Ben Ismaïl »], Tunis, Institut national du patrimoine,‎ 1981, 176 p. (OCLC 17051890).
- (ar) بيبليوغرافية مدينة القدس الشريف [« Bibliographie générale de la ville sainte d'Al-Qods (Jérusalem) »], Carthage, Beït El Hikma,‎ 1989-2004 (OCLC 236001403).